# Фонограф

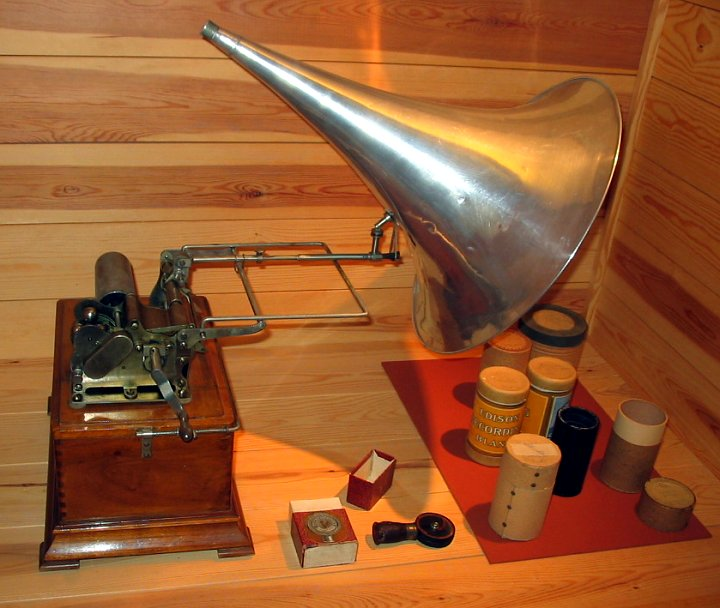
Фонограф Едісона і барабани, приблизно 1899 рік

Фонограф — пристрій для механічного запису і відтворення звуку, який широко використовували наприкінці XIX — початку XX століття.

## Історія

### Фонавтограф
Перший відомий пристрій для запису звукових коливань називався фоноавтограф. Він був винайдений Леоном Скоттом і запатентований 25 березня 1857 року. Фоноавтограф міг лише реєструвати візуальну форму звукових коливань, відтворювати записаний звук було неможливо. 1878 року Микола Пильчиков вперше запропонував та виготовив електричний фоноавтограф.
Прилад складався з труби (як у духових інструментів), що фокусувала звукові хвилі на мембрану. До мембрани було прикріплено голку, що рухаючись під дією звуку креслила його форму на пластинці з заку́реного скла, зчищаючи шар кіптяви. Пізніше пластинку було замінено на барабан або циліндр, покритий закуреним папером. Інший варіант використовував стрічку зі звичайного паперу і олівець або перо з чорнилом замість голки.
Фонавтограф довгий час залишався лише одним з лабораторних інструментів, що використовували у дослідженнях з акустики. Наприклад, за його допомогою приблизно визначалися частоти музичних тонів, спостерігалася форма звукових хвиль музики і розмови. До винайдення фонографа не було усвідомлення, що коливання, реєстровані фонавтографом, були справді звуковим записом, для відтворення якого бракувало лише відтворювального пристрою.

### Теоретичні розробки
Шарль Кро, французький вчений, розробив теорію (18 квітня 1877), що стосувалася можливого методу запису і подальшого відтворення звуку. Однак Кро не дійшов до практичного виготовлення запропонованого ним пристрою.

### Винайдення та використання фонографа
Томас Едісон оголосив про винайдення першого фонографа — приладу для запису і відтворення звуку — 21 листопада 1877 року, і вперше продемонстрував пристрій 29 листопада (запатентовано фонограф 19 лютого 1878 року; патент США № 200521). Перші фонографи Едісона записували звук на барабан, вкритий фольгою, використовуючи глибинний рух голки. Ранні патенти Едісона показують, що він припускав можливість запису звуку у вигляді спіральної доріжки на диску, але Едісон зосередився на записі на циліндрі (барабані) — він вважав, що постійна швидкість голки при русі по поверхні циліндра є більш «науково правильною» (у порівнянні зі змінною швидкістю голки по спіралі на диску). Патент Едісона зазначав, що доріжка має бути видавлена на носії, і лише у 1889 році Беллом і Тейнтером було запатентовано метод вирізьблювання доріжки.
Одним з перших звукозаписів був куплет дитячої пісеньки «Mary had a little lamb». Публічна демонстрація фонографа одразу зробила Едісона знаменитим. Слухачі були у захваті від «механічного звуку», дехто називав Едісона «чарівником з Менло Парк».
Та й сам винахідник писав: «Ніколи я ще не був так приголомшений у моєму житті. Я завжди боявся речей, що починають працювати з першої спроби». Винахід було також продемонстровано у Білому домі і у Французькій Академії Наук (фізиком ДюМонселем).
До 1887 року Едісон займався фонографом епізодично (через роботу над іншими проєктами, у тому числі лампою розжарювання). Продовжуючи вдосконалення, він спробував використовувати восковий диск замість фольги (ідею було запропоновано Шарлем Тенте). Едісон склав список з десяти варіантів можливого використання фонографа:
- Запис листів під диктовку;
- Книги для сліпих;
- Навчання ораторському мистецтву;
- Запис музики;
- Запис голосу членів родини;
- Музичні скриньки та іграшки (наприклад, ляльки);
- Звукові годинники;
- Запис промов великих людей;
- Навчальні записи;
- Додаткове приладдя для телефона.

Винахід, однак, отримав настільки великий успіх, що Едісон засновує Національну Фонографічну компанію (National Phonograph Company), яка здійснює ряд музичних і театральних записів, що були представлені публіці у 1906 році. Невелика ціна апарату і носіїв (перші фонографи коштували лише 18-20 доларів) і відносна простота використання сприяла тому, що на фонограф було записано багато літературних і музичних творів, які тепер становлять велику цінність.
Використовували фонограф і в Україні. Наприклад, у 1908 році за сприяння Лесі Українки було організовано унікальну етнографічну експедицію на Полтавщину для запису народних дум і пісень. Запис харківського кобзаря Гната Гончаренка, що мав великий репертуар — записала теж Леся Українка, а її знайомий Філарет Колесса глибоко дослідив та описав мелодії українських народних дум на основі фольклору, епосу записані на фонограф та з історичних джерел.

## Подальший розвиток механічного звукозапису
Одночасно з розробкою фонографа розвивалася також і технологія запису звуку на плоскому диску — платівці. Такий варіант був запропонований Емілем Берлінером у 1878 році, а у 1896 він отримав патент на грамофон. Платівки мали одну важливу перевагу у порівнянні з барабанами — їх можна було виробляти масово за допомогою штампування або литого формування, таким чином суттєво знижуючи ціну і підвищуючи міцність носія. Крім того, масивна залізна платформа, на якій обертається платівка, виступає у ролі маховика, підтримуючи більш-менш сталу швидкість обертання, що допомагає уникнути «плаваючих» спотворень звуку.
Едісон також запропонував свою модель «дискового фонографа» у 1912 році, однак вона була неконкурентноспроможною порівняно з рядом популярних на той час моделей, тому не здобула широкого розповсюдження.
Після винаходу звукознімача механічний звукозапис отримав новий поштовх для розвитку і численних вдосконалень. Електропрогравачі і вінілові платівки залишалися одним з основних методів відтворення звуку до 80-х років XX століття.

## Термінологія
У Європі назву «грамофон» застосовували настільки широко, що вона стала називною. У Сполучених Штатах, однак, «Грамофон» був торговельною маркою, яку не використовували широко після 1901 року. Тому у американському діалекті англійської мови словом англ. phonograph називаються всі пристрої механічного запису і відтворення звуку.
В українській (і багатьох інших) мовах традиційно склалася наступна термінологія:
- Фонограф — пристрій, що використовував восковий чи інший барабан і дозволяв записувати звук;
- Грамофон — апарат для відтворення звуку з платівки, як правило з механічним (пружинним) приводом і великим металевим рупором (трубою) для підсилення звуку;
- Патефон — більш сучасний і компактний варіант грамофона, як правило без рупора і у чемоданному (переносному) виконанні;
- Програвач (або електропрогравач) — апарат, що використовує звукознімач і електронний підсилювач звуку.

## Інтернет-ресурси
- c.1915 Swiss hot-air engined gramophone at Museum of Retro Technology
- Interactive sculpture delivers tactile soundwave experience [Архівовано 2021-03-08 у Wayback Machine.]
- Very early recordings from around the world
- The Birth of the Recording Industry
- The Cylinder Archive
- The Berliner Sound and Image Archive
- Cylinder Preservation & Digitization Project — Over 6,000 cylinder recordings held by the Department of Special Collections, University of California, Santa Barbara, free for download or streamed online.
- Cylinder players held at the British Library [Архівовано 2012-02-06 у Wayback Machine.] — information and high-quality images.
- History of Recorded Sound: Phonographs and Records
- EnjoytheMusic.com — Excerpts from the book Hi-Fi All-New 1958 Edition
- Listen to early recordings on the Edison Phonograph
- Mario Frazzetto's Phonograph and Gramophone Gallery.
- Say What? — Essay on phonograph technology and intellectual property law
- Vinyl Engine — Information, images, articles and reviews from around the world
- The Analogue Dept — Information, images and tutorials; strongly focused on Thorens brand
- 45 rpm player and changer at work on YouTube
- Historic video footage of Edison operating his original tinfoil phonograph
- Turntable History on Enjoy the Music.com
- 2-point and Arc Protractor generators on AlignmentProtractor.com